# Лорна Дун (фильм, 1951)
«Лорна Дун» (англ. Lorna Doone) — американский художественный фильм, снятый режиссёром Филом Карлсоном в 1951 году на студии Columbia Pictures по мотивам одноименного романа Р. Д. Блэкмора.

## Сюжет
Действие фильма происходит в Эксмуре на фоне событий английской революции XVII  века. Местные феодалы из клана Дунов, убивают фермера Джека Рида, его сын Джон клянется отомстить. Однажды на рыбалке Джон чуть не утонул: его спасла юная наследница враждебного клана Лорна Дун. Джон, поражённый красотой девушки, влюбляется в неё с первого взгляда. Но у них нет будущего, во-первых, он — сын простого крестьянина, она — истинная леди от рождения, хотя об этом ещё не знает, во-вторых, они наследники двух враждующих между собой кланов. Кроме того, Лорна, против своей воли, помолвлена с одним из представителей своего клана — Карвером Дуном. Джон намерен победить порочную семью Дунов и добиться девушки.

## В ролях
- Барбара Хейл — Лорна Дун
- Ричард Грин — Джон Рид
- Карл Бентон Рейд — сэр Энсор Дун
- Уильям Бишоп — Карвер Дун
- Рон Рэнделл — Том Фаггус
- Шон Макклори — Чарлворт Дун
- Малькольн Кин — лорд Лорн
- Онслоу Стивенс — адвокат Дун
- Лестер Мэтьюз — король Карл II
- Джон Денер — барон де Уичехальз
- Глория Петрофф — Лорна Дун в детстве
- Патрик Ахерн — судья Джеффрис
- Майрон Хили — Тодд Дарси